# Национална републиканска армия
Национална републиканска армия (на италиански: Esercito Nazionale Repubblicano, ENR) е армията на Италианска социална република от 1943 до 1945 г., която се бори на страната на Нацистка Германия през Втората световна война.
ЕНР е официално формирана на 28 октомври 1943 г., когато се обединяват бивши части на Кралската армия (Regio Esercito), все още лоялни към фашисткия диктатор Бенито Мусолини и италиански про-нацисти.

## История
Вследствие на нахлуването на съюзниците в Сицилия през юли 1943 г., политическите сили, присъединили се към крал Виктор Емануил III, взимат властта в Италия, вкарват в затвора диктатора Бенито Мусолини и преговарят за примирие между Кралство Италия и въоръжените сили на съюзниците, влязло в сила на 3 септември 1943 г.
На 12 септември 1943 г. германците стартират Операция Дъб (Unternehmen Eiche) и освобождават Мусолини. Фашистката Италианска социална република (Repubblica Sociale Italiana RSI) е създадена като марионетна в Северна Италия, като Мусолини е неин лидер. Маршал Родолфо Грациани е избран за министър на отбраната на РСИ.
На 16 октомври протоколът от Растенбург е подписан с Нацистка Германия. В съответствие с този протокол, на РСИ е разрешено да има 4 военни дивизии. Това позволява на Грациани да формира 4 дивизии с до 52 000 души. През юли 1944 г. първата от тези дивизии завършва обучение и е изпратена на фронта.
Набирането на военни сили е трудно за РСИ, тъй като по-голямата част от италианската армия е интернирана от германски сили през 1943 г., много италианци са принудени да работят в Германия и малцина искат да участват във войната. РСИ страда от липса на войници до толкова, че дава на осъдените свобода, ако се присъединят към армията, а смъртното наказание е наложено на всеки, който се противопоставя.
През зимата на 1944 – 1945 г. въоръжени италианци се бият от двете страни на готическата линия.
На 26 декември 1944 г. в Операция „Зимна буря“ участват няколко големи военни части на РСИ, включително от 4-та италианска алпийска дивизия „Монте Роса“ и 3-та италианска морска дивизия „Сан Марко“. Това е комбинирана германска и италианска офанзива срещу американската 92-ра пехотна дивизия. Битката се води в Апенините. Макар и ограничени в мащаб, това е успешна офанзива.
През февруари 1945 г. 92-ра пехотна дивизия отново се изправя срещу звена на РСИ. Италианците успешно спират американската дивизия. Министърът на отбраната на РСИ, Родолфо Грациани, дори успява да каже, че командва цяла армия. Това е италианско-германската армийна група Лигурия. Ситуацията впоследствие се влошава.
В края на април в Колекио, останалите войски на дивизиите на РСИ заедно с две отделения на Вермахта, са принудени да се предадат след няколко дни на борба с бразилската първа дивизия.
На 29 април, Грациани се предава, когато представител на германския генерал Хайнрих фон Ветингхоф-Шеел подписва безусловен инструмент за предаване за всички сили на Оста в Италия. Но евентуално като знак за ниското уважение, в което съюзниците държат РСИ, подписът на Грациани не се изисква. Предаването влиза в сила на 2 май 1945 г. Грациани нарежда на силите на РСИ, под командата му, да оставят оръжията си на 1 май.